# Aingeray
Aingeray és un municipi francès situat al departament de Meurthe i Mosel·la i a la regió del Gran Est. L'any 2007 tenia 587 habitants.

## Demografia

### Població
El 2007 la població de fet d'Aingeray era de 587 persones. Hi havia 214 famílies, de les quals 34 eren unipersonals (17 homes vivint sols i 17 dones vivint soles), 80 parelles sense fills, 92 parelles amb fills i 8 famílies monoparentals amb fills.
La població ha evolucionat segons el següent gràfic:
Habitants censats

### Habitatges
El 2007 hi havia 230 habitatges, 217 eren l'habitatge principal de la família i 13 estaven desocupats. 219 eren cases i 11 eren apartaments. Dels 217 habitatges principals, 187 estaven ocupats pels seus propietaris, 21 estaven llogats i ocupats pels llogaters i 9 estaven cedits a títol gratuït; 6 tenien dues cambres, 7 en tenien tres, 58 en tenien quatre i 146 en tenien cinc o més. 165 habitatges disposaven pel capbaix d'una plaça de pàrquing. A 70 habitatges hi havia un automòbil i a 133 n'hi havia dos o més.

### Piràmide de població
La piràmide de població per edats i sexe el 2009 era:
| Homes | Edats   | Dones |
| ----- | ------- | ----- |
| 0     | 95 o +  | 0     |
| 0     | 90 a 94 | 0     |
| 0     | 85 a 89 | 0     |
| 4     | 80 a 84 | 4     |
| 8     | 75 a 79 | 8     |
| 8     | 70 a 74 | 4     |
| 4     | 65 a 69 | 4     |
| 12    | 60 a 64 | 8     |
| 8     | 55 a 59 | 12    |
| 12    | 50 a 54 | 12    |
| 40    | 45 a 49 | 24    |
| 32    | 40 a 44 | 36    |
| 28    | 35 a 39 | 40    |
| 28    | 30 a 34 | 32    |
| 8     | 25 a 29 | 12    |
| 16    | 20 a 24 | 4     |
| 48    | 15 a 19 | 24    |
| 36    | 10 a 14 | 28    |
| 28    | 5 a 9   | 40    |
| 16    | 0 a 4   | 12    |

## Economia
El 2007 la població en edat de treballar era de 423 persones, 323 eren actives i 100 eren inactives. De les 323 persones actives 309 estaven ocupades (167 homes i 142 dones) i 14 estaven aturades (7 homes i 7 dones). De les 100 persones inactives 41 estaven jubilades, 37 estaven estudiant i 22 estaven classificades com a «altres inactius».

### Ingressos
El 2009 a Aingeray hi havia 207 unitats fiscals que integraven 566,5 persones, la mediana anual d'ingressos fiscals per persona era de 20.977 €.

### Activitats econòmiques
Dels 15 establiments que hi havia el 2007, 1 era d'una empresa de fabricació d'altres productes industrials, 5 d'empreses de construcció, 1 d'una empresa de comerç i reparació d'automòbils, 1 d'una empresa de transport, 2 d'empreses d'hostatgeria i restauració, 1 d'una empresa d'informació i comunicació, 1 d'una empresa financera, 1 d'una entitat de l'administració pública i 2 d'empreses classificades com a «altres activitats de serveis».
Dels 7 establiments de servei als particulars que hi havia el 2009, 1 era un taller de reparació d'automòbils i de material agrícola, 1 guixaire pintor, 1 lampisteria, 2 electricistes i 2 restaurants.
L'any 2000 a Aingeray hi havia 7 explotacions agrícoles.

## Equipaments sanitaris i escolars
El 2009 hi havia 1 escola maternal integrada dins d'un grup escolar amb les comunes properes formant una escola dispersa i 1 escola elemental integrada dins d'un grup escolar amb les comunes properes formant una escola dispersa.

## Poblacions més properes
El següent diagrama mostra les poblacions més properes.